# Neascus brevicaudatus
Neascus brevicaudatus är en plattmaskart. Neascus brevicaudatus ingår i släktet Neascus och familjen Diplostomatidae. Inga underarter finns listade i Catalogue of Life.